# Carrigagulla

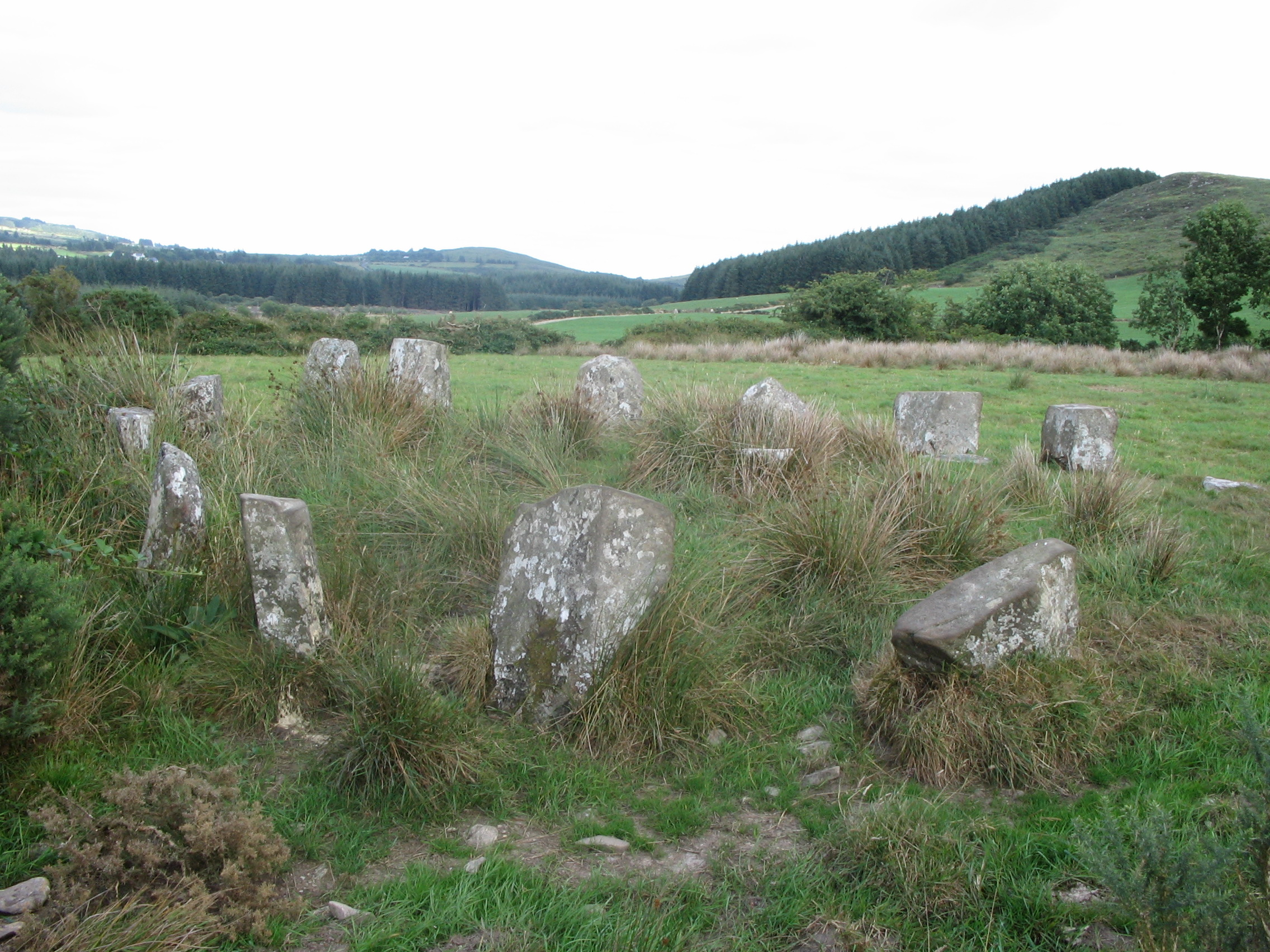
Cerchio di pietre A.

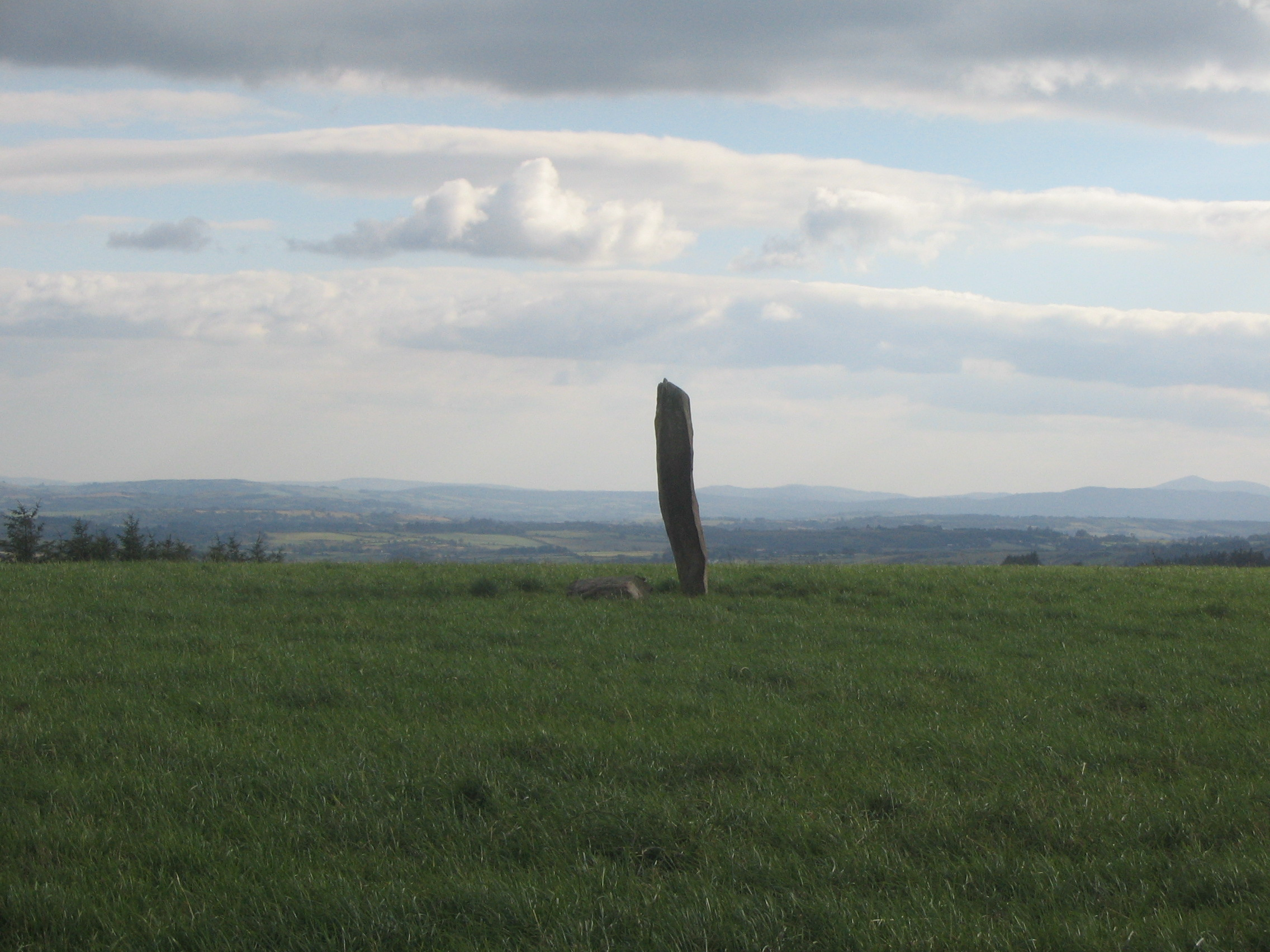
Monolite NE.

Carrigagulla è un complesso megalitico sito a 2,9 chilometri a nord-est di Ballinagree, County Cork, Irlanda. È costituito da due cerchi di pietra, due allineamenti di monoliti e una pietra ogham (rimossa).

## Caratteristiche
Il sito principale è un cerchio di pietre assiale, di 8,2 metri di diametro, composto da 16 pietre, con una fuori posto. La loro altezza varia da 30 a 90 centimetri e la pietra più alta fu eretta in maniera che la sua altezza relativa fosse uguale a quella più bassa. Al centro del cerchio si può vedere un macigno.
Circa 250 metri a nord, vicino al fiume Laney, si trova un altro cerchio di pietre: realizzato con cinque pietre, ha una forma a D.

## Elementi

### Carrigagulla A
Un cerchio di pietre con diametro di 7,8 metri composto da 15 blocchi eretti di pietra. Si suppone che in passato possedesse 17 monoliti.

### Carrigagulla NE
Un allineamento di monoliti, composto da 5 blocchi, quattro dei quali sono stati asportati e sono ora utilizzati come cancelli.

### Carrigagulla SW
Un allineamento di monoliti, composto da 3 blocchi, di cui uno è caduto.

### Carrigagulla Ogham Stone
Scoperta da Coillte Teoranta durante uno scavo in cerca di torba, la posizione esatta del ritrovamento non è nota. È conservata nel Museo Pubblico di Cork dal 1940.